# Bahnhof Komoro
Der Bahnhof Komoro (jap. 小諸駅 Komoro-eki) ist ein Bahnhof auf der japanischen Insel Honshū. Er wird gemeinsam von den Bahngesellschaften Shinano Tetsudō und JR East betrieben und befindet sich in der Präfektur Nagano auf dem Gebiet der Stadt Komoro.

## Verbindungen
Komoro ist ein Trennungsbahnhof an der Shinano-Linie der Bahngesellschaft Shinano Tetsudō, die Karuizawa mit Nagano verbindet. Hier zweigt die Koumi-Linie von JR East nach Hokuto in der Präfektur Yamanashi ab. Auf der Shinano-Linie fahren Nahverkehrszüge ungefähr alle 40 bis 60 Minuten vom Bahnhof Karuizawa über Ueda und Shinonoi zum Bahnhof Nagano, wobei in einzelnen Fällen in Komoro ein Umsteigen erforderlich ist. Nahverkehrszüge auf der Koumi-Linie fahren ungefähr stündlich von Komoro nach Nakagomi, südlich davon bis Kobuchizawa teilweise alle zwei Stunden. Während der Hauptverkehrszeit besteht zwischen Komoro und Nakagomi ein angenäherter 20-Minuten-Takt. Hinzu kommt zweimal täglich der Touristenzug High Rail 1375. In Betrieb ist er üblicherweise freitags bis sonntags sowie an Feiertagen, während der Sommersaison werden täglich außer dienstags Fahrten angeboten. Die Bushaltestellen auf dem östlichen Bahnhofsvorplatz werden von vier lokalen Linien der Gesellschaften JR Bus Kantō und Chikuma Bus sowie des städtischen Verkehrsbetriebs bedient.

## Anlage
Der Bahnhof steht im Stadtteil Aioichō, zum Teil zwischen den Ruinen der äußeren Verteidigungsanlagen der Burg Komoro. Erhalten gebliebene Gebäude der ehemaligen Burg sind im westlich angrenzenden Park zu finden, ebenso der Komoro-Zoo im Burggarten. Das Stadtzentrum mit Geschäften und öffentlichen Einrichtungen liegt östlich davon. Die ebenerdige Anlage ist von Südosten nach Nordwesten ausgerichtet und umfasst sechs Gleise, von denen fünf dem Personenverkehr dienen. Diese liegen am Hausbahnsteig und an zwei Mittelbahnsteigen, die beide größtenteils überdacht sind. Letztere sind über eine gedeckte Fußgängerbrücke mit dem Empfangsgebäude an der Nordseite verbunden. Eine weitere Fußgängerbrücke verbindet den Bahnhofsvorplatz über das nördliche Ende der Anlage hinweg mit dem Burggarten, ist aber nicht mit den Bahnsteigen verbunden.
Im Fiskaljahr 2019 nutzten täglich durchschnittlich 4717 Fahrgäste den Bahnhof. Davon entfielen 3021 auf die Shinano Tetsudō und 1696 auf JR East.

## Bilder

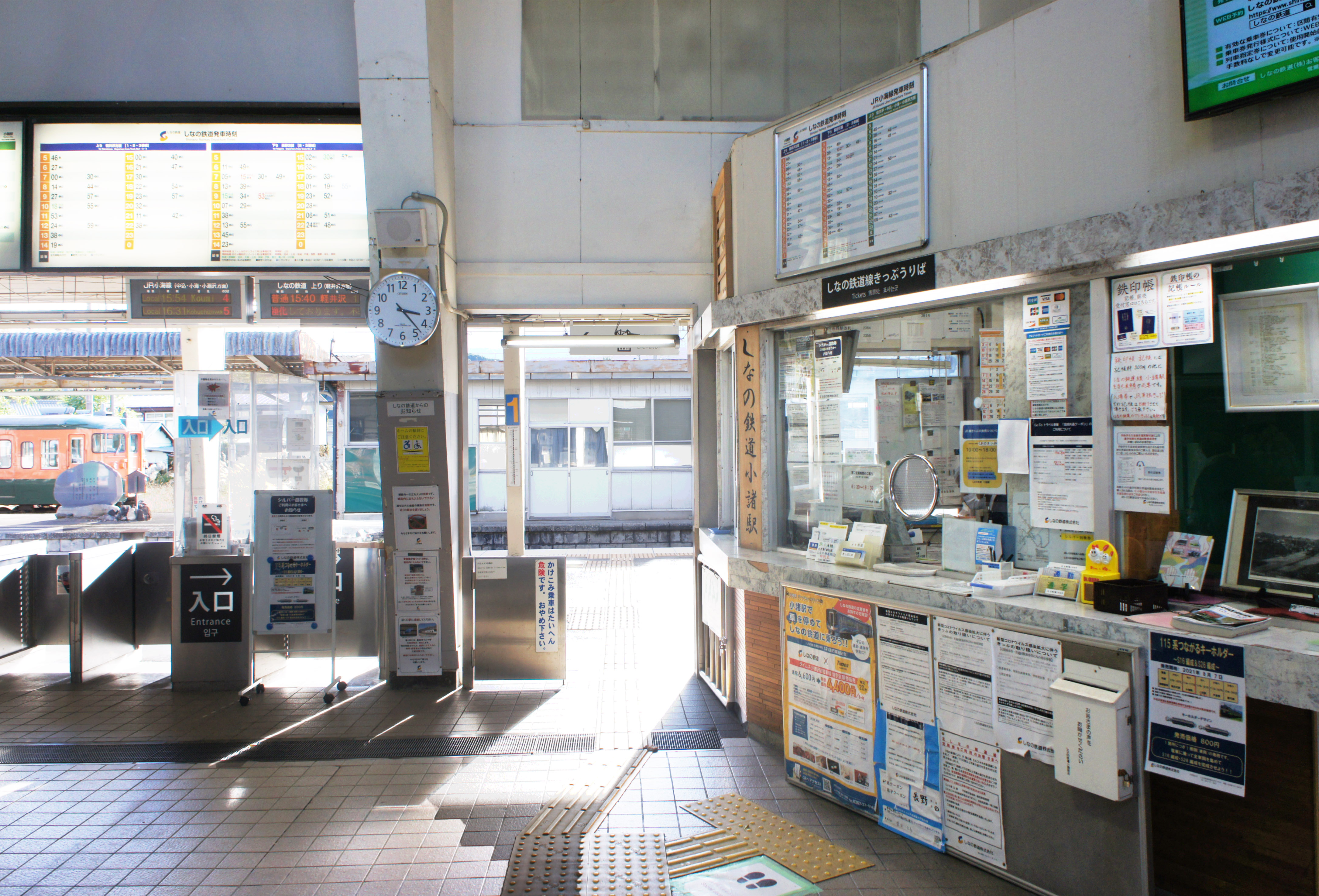
Bahnsteigsperren und Verkaufsschalter
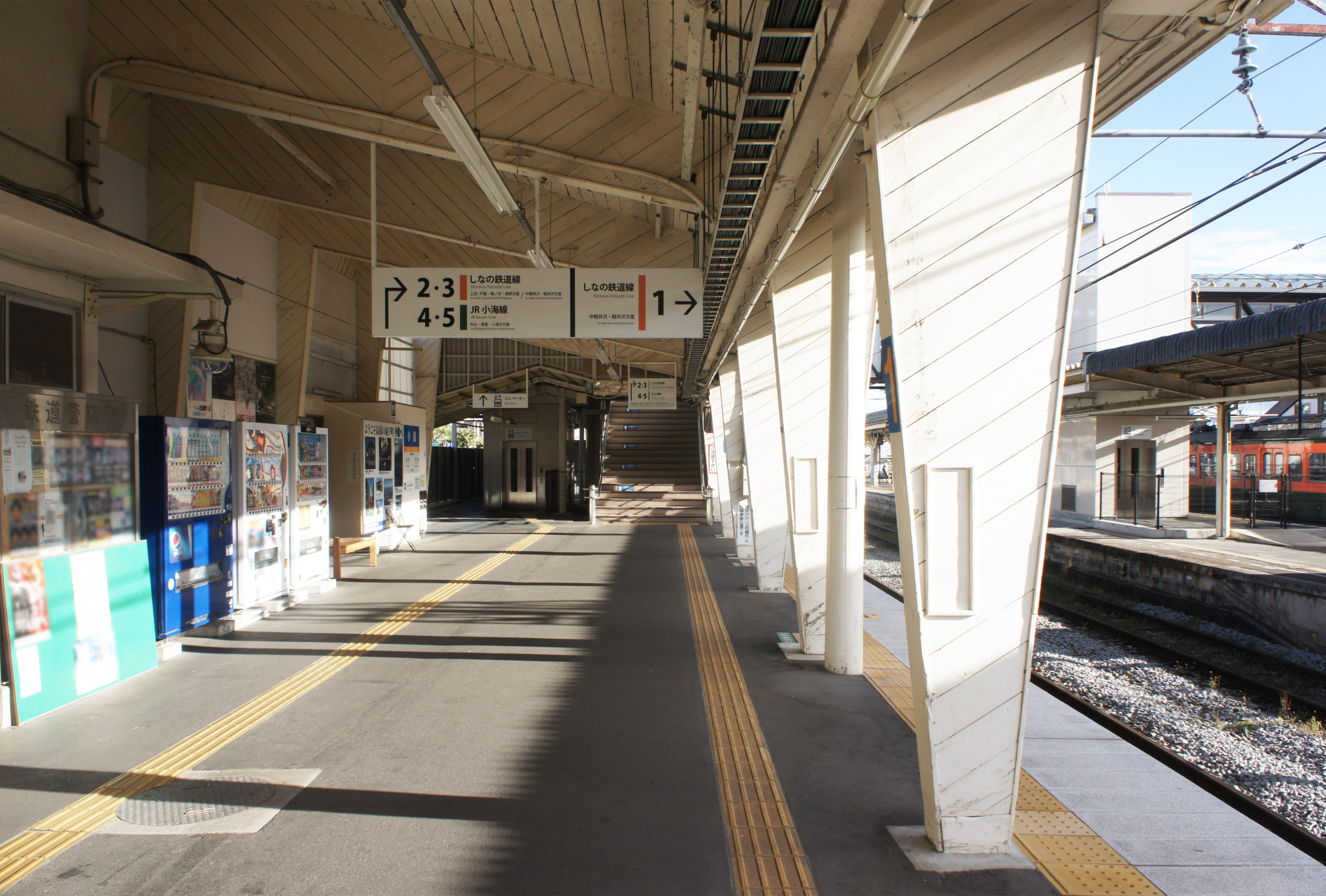
Bahnsteig (Gleis 1)
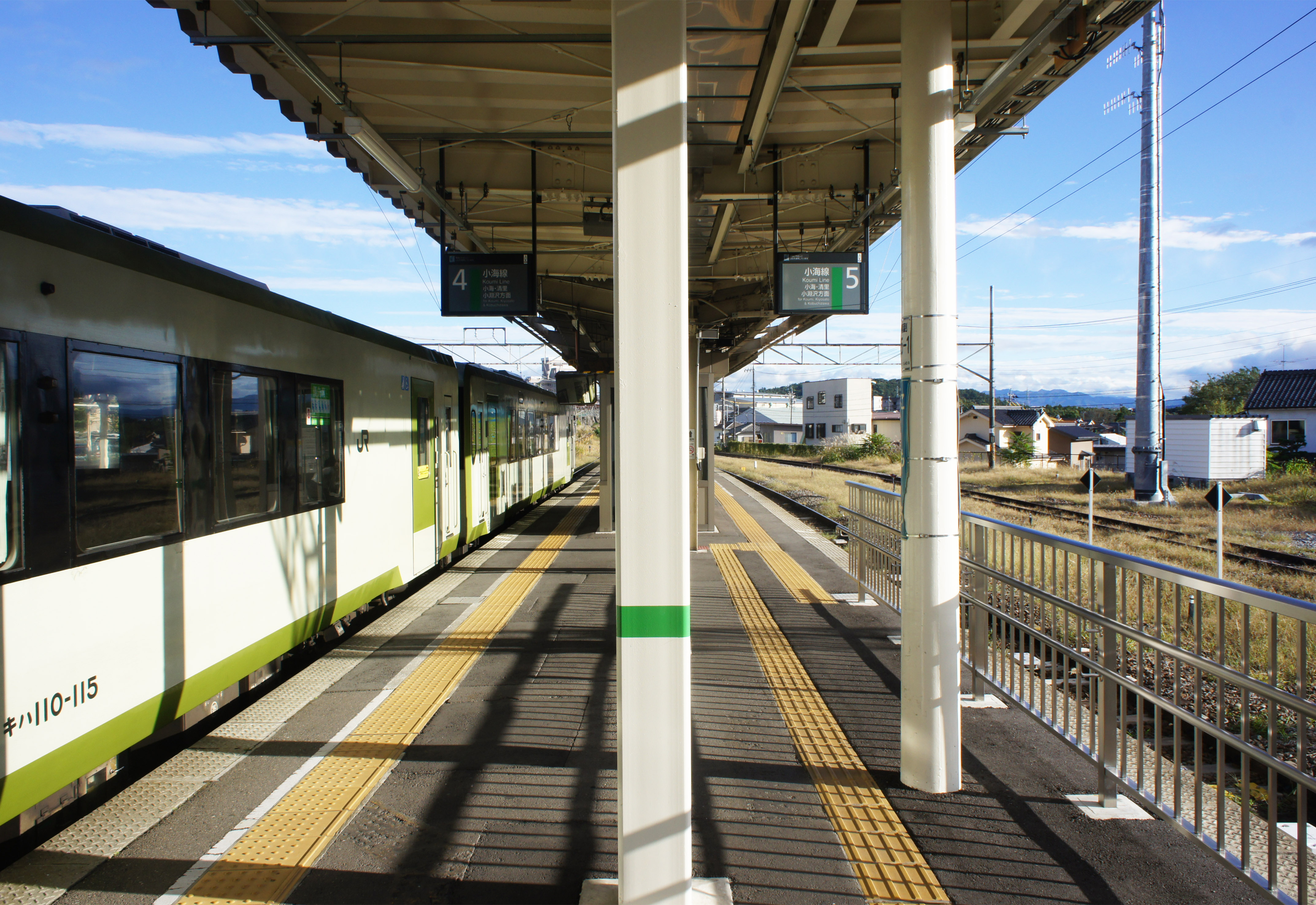
Bahnsteig (Gleise 4/5)
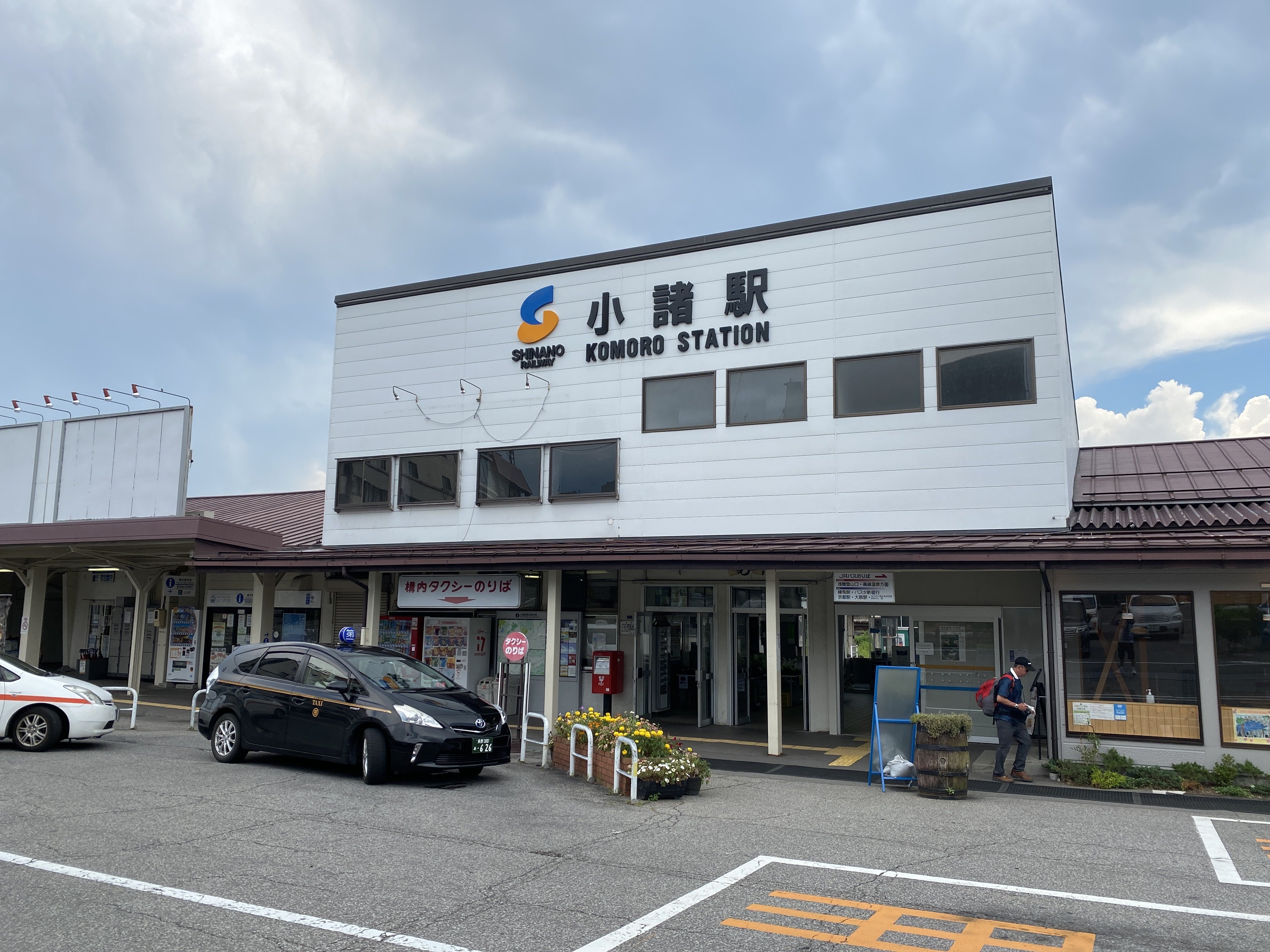
Eingangsbereich
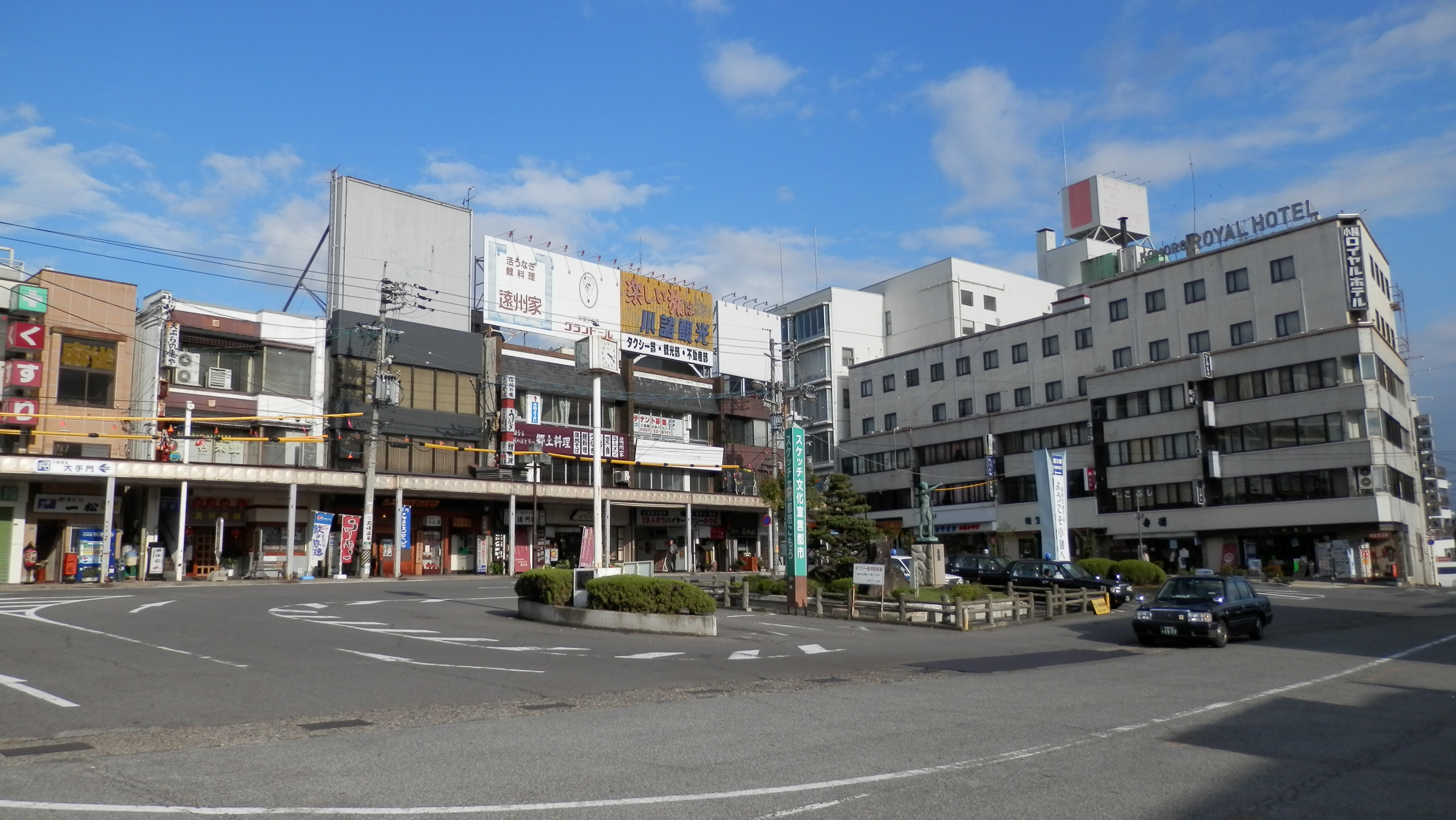
Stationskreisel (Oktober 2012)

## Gleise
| 1/2 | ▉ Shinano-Linie | Karuizawa                |
| 2/3 | ▉ Shinano-Linie | Ueda • Shinonoi • Nagano |
| 4/5 | ▉ Koumi-Linie   | Sakudaira • Kobuchizwawa |

## Linien
| Verlauf der Shinano-Linie |
| --- |
| Karuizawa • Naka-Karuizawa • Shinano-Oiwake • Miyota • Hirahara • Komoro • Shigeno • Tanaka • Ōya • Shinano-Kokubunji • Ueda • Nishi-Ueda • Tekuno-Sakaki • Sakaki • Togura • Chikuma • Yashiro • Yashiro-kōkō-mae • Shinonoi (• Nagano) |

| Verlauf der Koumi-Linie |
| --- |
| Kobuchizawa • Kai-Koizumi • Kai-Ōizumi • Kiyosato • Nobeyama • Shinano-Kawakami • Saku-Hirose • Saku-Uminokuchi • Umijiri • Matsubarako • Koumi • Managashi • Takaiwa • Yachiho • Kaize • Haguroshita • Aonuma • Usuda • Tatsuokajō • Ōtabe • Nakagomi • Namezu • Kita-Nakagomi • Iwamurada • Sakudaira • Nakasato • Misato • Mitsuoka • Otome • Higashi-Komoro • Komoro |

## Geschichte
Die staatliche Eisenbahnbehörde eröffnete den Bahnhof am 1. Dezember 1888, zusammen mit dem von Ueda nach Karuizawa führenden Teilstück der Shin’etsu-Hauptlinie. Am 8. August 1915 folgte die Inbetriebnahme des ersten Teilstücks der Koumi-Linie von Komoro nach Nakagomi durch die Saku Tetsudō (1934 verstaatlicht). Die Strecke der Nunobiki Dentetsu nach Shimakawahara kam am 1. Dezember 1926 hinzu. Die Bahngesellschaft ging jedoch nach wenigen Jahren in Konkurs und ihre Strecke wurde bereits am 28. Oktober 1936 stillgelegt. Nach über sechs Jahrzehnten Betrieb nahm die Japanische Staatsbahn einen Umbau des Empfangsgebäudes vor, der im Januar 1950 abgeschlossen war. Aus Rationalisierungsgründen stellte die Staatsbahn am 1. März 1985 den Güterumschlag ein. Im Rahmen der Staatsbahnprivatisierung ging der Bahnhof am 1. April 1987 in den Besitz der neuen Gesellschaft JR East über. Am 1. Oktober 1997 trat diese die Shin’etsu-Hauptlinie an die Shinano Tetsudō ab.